# Herman Vos (1910-1965)

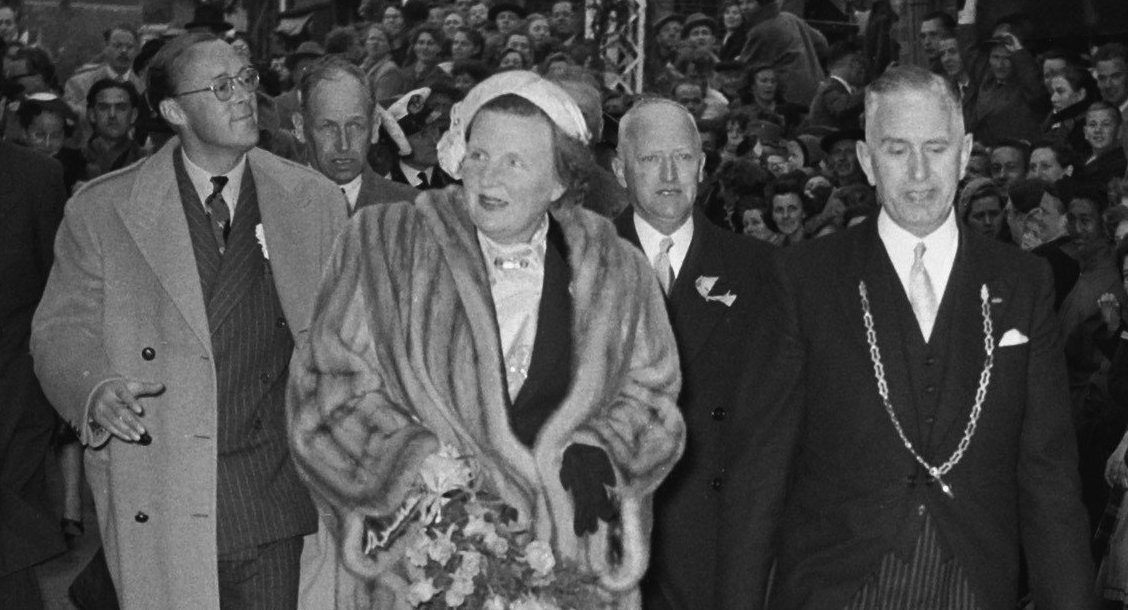
Prins Bernhard, Koningin Juliana en burgemeester H.H.C. Vos (1954)

Hermanus Hendrikus Cornelis (Herman) Vos (Wormen, 26 april 1910 – 31 augustus 1965) was een Nederlands politicus.
Hij werd geboren in een buurtschap in de gemeente Apeldoorn als zoon van Christiaan Vos (1883-19??; spoorwegarbeider) en Jans Koopman (1880-19??). Hij bezocht de hbs in Apeldoorn en ging in 1927 naar Amsterdam waar hij onder meer werkzaam was bij de Nederlandsch-Indische Handelsbank. In 1931 werd hij benoemd tot reserve-twee-luitenant en eind 1935 volgde promotie tot reserve-eerste-luitenant bij het 8e Regiment Infanterie. In mei 1940 was nam hij als zodanig deel aan de gevechten tijdens de Slag om de Grebbeberg. In april 1943 gelaste de Wehrmachtsbefehlshaber in den Niederlanden Friedrich Christiansen de terugvoering in krijgsgevangenschap van onder andere Nederlandse reserve-officieren waarop Vos onderdook. Na de bevrijding trad hij toe tot de staf van Prins Bernhard en kreeg als opdracht om uit vrijwilligers van de Binnenlandse Strijdkrachten van Amsterdam en Het Gooi een groep samen te stellen die in Nederlands-Indië ingezet kon worden. Als reserve-majoor en commandant van het 2e bataljon 7e Regiment Infanterie vertrok hij begin 1946 naar Engeland voor een training en daarna gingen ze als OVW'er naar Nederlands-Indië. In de buurt van Semarang raakte hij eind juli 1946 tijdens een actie ernstig gewond waarna hij de militaire dienst verliet. Terug in Nederland ging hij als volontair werken bij de gemeentesecretarie van Enkhuizen. Midden 1947 werd Vos de burgemeester van de gemeenten Waarder, Barwoutswaarder en Rietveld. In 1951 volgde zijn benoeming tot burgemeester van Woerden. Tijdens dat burgemeesterschap overleed hij in 1965 op 55-jarige leeftijd.
In Woerden is de Burgemeester Vosbrug naar hem vernoemd.